# Nâzım Hikmet
Nâzım Hikmet Ran, znany jako Nâzım Hikmet, właściwie Mehmed Nâzım (ur. 20 listopada 1901 lub 15 stycznia 1902 w Salonikach, zm. 3 czerwca 1963 w Moskwie) – turecki poeta i dramaturg, członek Komunistycznej Partii Turcji przez wiele lat więziony w związku ze swoją aktywnością polityczną. Jeden z najlepiej znanych poza granicami swojego kraju tureckich pisarzy, jego utwory zostały przetłumaczone na wiele języków.

## Życiorys
Urodził się w Salonikach, gdzie jego ojciec, Hikmet Bej, pracował jako urzędnik konsularny. Od strony matki, Ayşe Celile Hanım, miał korzenie czerkieskie, serbskie, francuskie (hugenockie), niemieckie i polskie. Jego pradziadkami byli osmańscy marszałkowie Omer Pasza (1806–1871) i Mehmed Ali Pasza (1827–1878, urodzony w Magdeburgu), a także Konstanty Borzęcki (1826–1876), który pod nazwiskiem Mustafa Celâlledin Pasza wszedł do historii jako generał armii osmańskiej oraz autor książki Les Turcs anciens et modernes (Turcy dawni i współcześni) z roku 1869, będącej jednym z pierwszych manifestów tureckiej myśli narodowej. Kuzynami Nâzıma byli poeta Oktay Rıfat Horozcu oraz generał i polityk Ali Fuat Cebesoy.

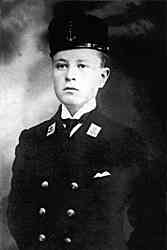
Nâzım Hikmet jako uczeń Szkoły Morskiej

W dzieciństwie rodzina często się przenosiła: do Aleppo, Diyarbakıru (Amidy), gdzie dziadek Mehmet Nâzım Pasza służył jako gubernator, i w końcu do Stambułu. W 1913, w wieku 11 lat, Nâzım napisał swój pierwszy wiersz Feryad-ı vatan  (Lament ojczyzny). W tym samym roku dostał się do prestiżowego francuskojęzycznego Lycée de Galatasaray, ale z powodów finansowych musiał przenieść się do innej szkoły średniej, w dzielnicy Nişantaşı. W latach 1915–1918 kształcił się w Szkole Morskiej na wyspie Heybeliada. 3 października 1918 wyszedł w tygodniku Yeni Mecmua jego debiut poetycki drukiem Hala servilerde ağlıyorlar mı? (Czy nadal płaczą w autobusach?). Służył przez krótko na osmańskim krążowniku Hamidiye, ale w 1919 ciężko zachorował, co przekreśliło jego karierę w marynarce wojennej.
W styczniu 1921 wyruszył wraz z przyjaciółmi Vâlâ Nureddinem, Farukem Nafizem Çamlıbelem i Yusufem Ziyą Ortaçem do Anatolii, by wziąć udział w wojnie o niepodległość Turcji oraz poznać „turecki lud”. W mieście İnebolu nawiązał znajomość z Mehmetem Sadıkiem Etim, socjalistą, który jako student w Berlinie brał udział w powstaniu Spartakusa. Stamtąd Hikmet i Nurredin udali się do Ankary, gdzie jako dwaj młodzi poeci zostali przedstawieni samemu Atatürkowi. Następnie w czerwcu 1921 obaj uzyskali posady nauczycielskie w szkole średniej w mieście Bolu, ze względu jednak na nieodpowiadające im konserwatywne środowisko i związane z tym konflikty zrezygnowali z tej pracy w sierpniu tego samego roku i postanowili wyruszyć do kraju zwycięskiej rewolucji komunistycznej. 30 września 1921 dotarli do Batumi w (formalnie wtedy jeszcze niezależnej) Gruzińskiej SRR. 
W lipcu 1922 Nâzım Hikmet wyjechał – razem z Nureddinem i przyjaciółmi poznanymi w Batumi – do Moskwy. Studiował socjologię i nauki ekonomiczne na Komunistycznym Uniwersytecie Pracujących Wschodu. Ożenił się z Nüzhet Hanım. Pod wpływem radzieckiej awangardy, konstruktywizmu i futuryzmu, zaczął pisać wierszem wolnym. Inspirowała go m.in. twórczość Władimira Majakowskiego, Siergieja Jesienina i Wsiewołoda Meyerholda. W 1924 opublikował w Moskwie pierwszy zbiorek poetycki 28 Kânunisani. W tym samym roku powrócił do Turcji. Został członkiem nielegalnej Komunistycznej Partii Turcji, pisał dla lewicowych czasopism Aydınlık (Oświecenie) oraz Orak-Çekiç (Sierp i młot). Po wejściu w życie w marcu 1925 nowej ustawy porządkowej wymierzonej m.in. w komunistów, Hikmet był ścigany przez policję, udało mu się jednak ukrywać, głównie w Izmirze, po czym w sierpniu ponownie wyjechał przez Wiedeń do Moskwy. 12 sierpnia 1925 został zaocznie skazany na piętnaście lat ciężkich robót, dzięki nowemu prawodawstwu rok później wyrok zmniejszono jednak do jednego roku więzienia.
W 1928, po trzyletnim pobycie w ZSRR, Nâzım Hikmet pod fałszywym nazwiskiem znów powrócił do ojczyzny. Został rozpoznany i osiem miesięcy spędził w więzieniach w Hopa, Rize i Stambule. Po uwolnieniu osiadł w Stambule, poświęcając się pracy literackiej. Tomik 835 Satır był jego pierwszą publikacją książkową wydaną w Turcji, Kafatası (Czaszka) pierwszą sztuką teatralną wystawioną na deskach Stambulskiego Teatru Miejskiego (Darülbedayi). Współpracował m.in. z liberalnym magazynem Resimli Ay, szerokim echem odbiła się zainicjowana przez Hikmeta na jego łamach kampania przeciw tradycyjnej literaturze pod hasłem Putları Yıkıyoruz (Niszczymy bożków). W 1933 ponownie trafił do więzienia za „szerzenie propagandy komunistycznej” oraz „udział w tworzeniu siatki komunistycznej”. Wyrok odbywał na wyspie İmralı, został zwolniony po roku dzięki ogólnej amnestii z okazji dziesięciolecia Republiki. W więzieniu przygotował koncept Şeyh Bedrettin Destanı (Epos o Szejku Bedreddinie), głośnego dzieła, które zapisze się w historii jako ostatnie wydane w Turcji za życia Hikmeta. W 1935 wziął ślub z Hatice Piraye Altınoğlu.

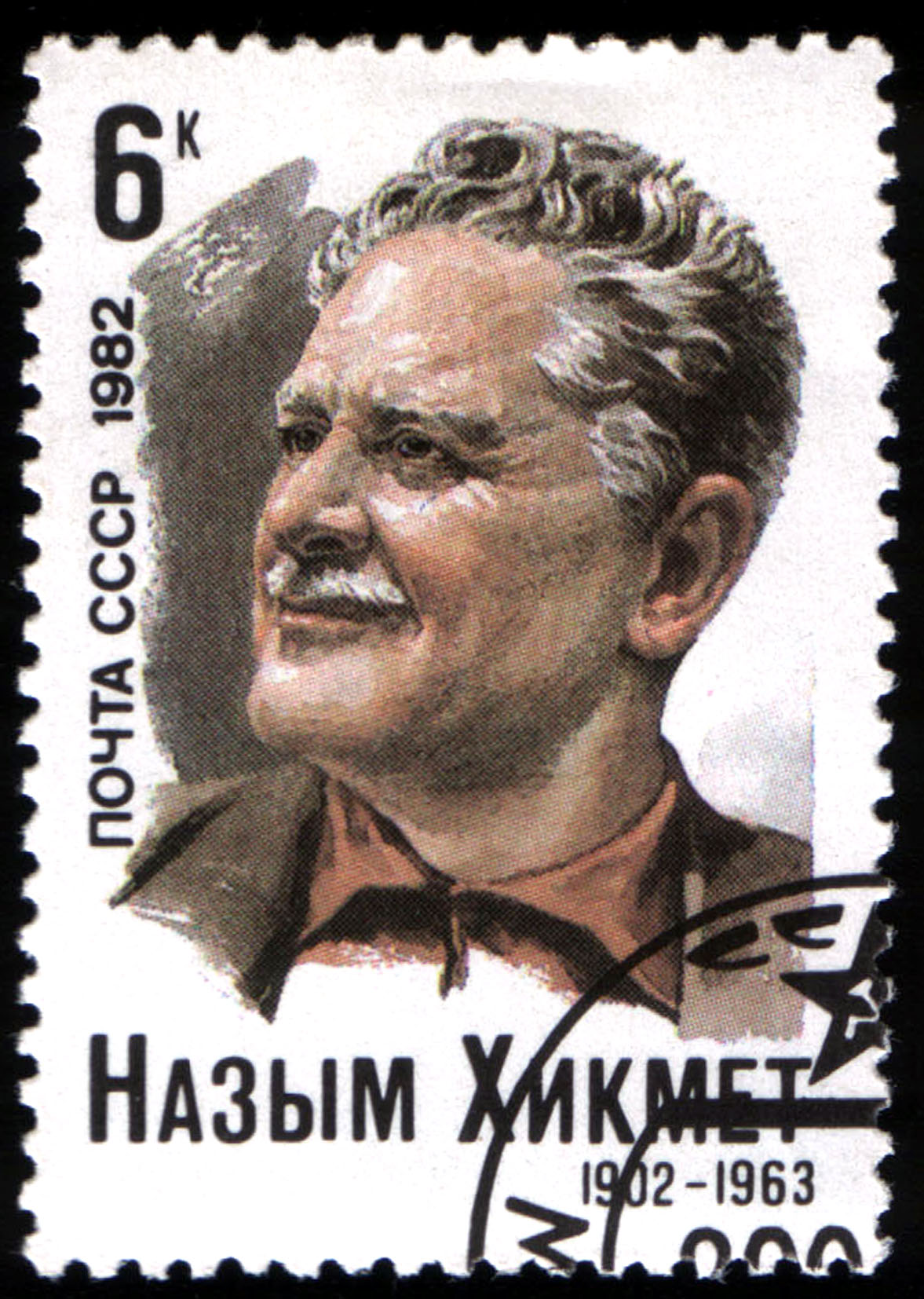
Radziecki znaczek pocztowy z podobizną poety

17 stycznia 1938 ponownie został zatrzymany pod zarzutami propagandy komunistycznej i prowadzenia działalności wywrotowej wśród kadetów marynarki wojennej, których przyłapano na czytaniu jego wierszy. Stanął przed sądem wojskowym, który skazał go na 28 lat i cztery miesiące więzienia oraz dożywotni zakaz służby publicznej. Jego publikacje zostały w Turcji objęte ścisłą cenzurą. Pierwsze dwa lata odsiadki spędził w Stambule i Çankırı, po czym w grudniu 1940 został w związku ze złym stanem zdrowia przeniesiony do półotwartego więzienia na wyspie İmralı, gdzie dzielił celę z Orhanem Kemalem. Przez cały ten okres nie przestał tworzyć, powstało wtedy m.in. monumentalne wielogatunkowe dzieło Memleketimden insan manzaraları (Ludzkie krajobrazy mojej ojczyzny) poświęcone przemianom w Anatolii w latach 1920–1940 czy Kuvâyi Milliye Destanı (Epos o Siłach Narodowych) o bojownikach z czasów wojny o niepodległość, przetłumaczył też na język turecki Wojnę i pokój Lwa Tołstoja. W więzieniu nawiązał znajomość z Münevver Andaç, która stała się jego trzecią żoną i matką jedynego syna, Memeda (1951–2018).
Pod koniec lat 40. uwięzienie Hikmeta stało się cause célèbre europejskiej opinii publicznej. Zainicjowany w 1949 przez Tristana Tzarę komitet na rzecz jego uwolnienia wspierali m.in. Pablo Picasso czy Jean-Paul Sartre. Ostatecznie wyszedł na wolność na mocy amnestii z 14 lipca 1950 ogłoszonej po zwycięstwie wyborczym Partii Demokratycznej, opozycyjnej wobec rządzącej od niemal trzech dekad kemalistowskiej CHP. Poprzedzał to głośny medialnie strajk głodowy Hikmeta w kwietniu i maju 1950, będący reakcją na niepodjęcie tematu jego zwolnienia przez wcześniejszy rząd mimo nacisków międzynarodowych. 22 listopada 1950 otrzymał, wspólnie z Pablo Picasso, Pablo Nerudą, Paulem Robesonem i Juliusem Fučíkem, nagrodę Światowej Rady Pokoju.
Po otrzymaniu 17 czerwca 1951 wezwania do służby wojskowej, kolejny raz uciekł z Turcji do ZSRR, w reakcji na co został pozbawiony tureckiego obywatelstwa. W 1952 otrzymał obywatelstwo polskie i nosił od tej pory oficjalnie nazwisko Nâzım Hikmet Ran Borzęcki. Ostatnie lata życia spędził w Moskwie, ciesząc się pozycją prominentnego intelektualisty. W tym czasie stworzył oprócz poezji m.in. scenariusz do filmu Zakochana chmura czy libretto baletu Legenda o miłości. W 1960 wziął ślub po raz czwarty, z młodszą o trzydzieści lat Wierą Tuljakową. Zmarł na atak serca w wieku 61 lat. Jest pochowany na moskiewskim Cmentarzu Nowodziewiczym.
Zakaz publikacji twórczości Hikmeta w Turcji został zniesiony w 1965. Pierwsze kompletne wydanie jego dzieł w oryginale wyszło w ośmiu tomach w latach 1965–1972 w Bułgarii, jedynym państwie bloku wschodniego zamieszkiwanym przez liczną (10% populacji) i oficjalnie uznawaną mniejszość turecką. W języku polskim poezja Hikmeta ukazywała się począwszy od lat 50. XX wieku głównie w tłumaczeniu Małgorzaty Łabęckiej-Koecherowej. Obywatelstwo tureckie przywrócono mu pośmiertnie w 2009.